# Атирау (футбольний клуб)
Футбольний клуб «Атирау» (каз. Атырау Футбол Клубы) — казахстанський футбольний клуб із міста Атирау, заснований 1980 року. Виступає у Прем'єр-лізі Казахстану.

## Колишні назви
- Прикаспієць (1980—2000)
- Акжаїк (2000—2001)
- Атирау (з 2001)

## Досягнення
Чемпіонат Казахстану:
- Срібний призер (2): 2001, 2002

Кубок Казахстану з футболу:
- Володар (1): 2009
- Фіналіст (4): 2017, 2018, 2019, 2024